# Aedes masculinus
Aedes masculinus är en tvåvingeart som beskrevs av Mattlingly 1958. Aedes masculinus ingår i släktet Aedes och familjen stickmyggor. Inga underarter finns listade i Catalogue of Life.